# William Cox (atleta)
William John Cox (12 luglio 1904 – 3 giugno 1996) è stato un mezzofondista statunitense, specializzato nei 3000 metri piani.

## Palmarès

### Olimpiadi
- Bronzo a Parigi 1924 nei 3000 metri a squadre.